# Ulica Marszałka Józefa Piłsudskiego w Szczecinie
Ulica Marszałka Józefa Piłsudskiego – ulica położona na obszarze szczecińskiego osiedla Centrum, w dzielnicy Śródmieście. Ulica ma długość 926 m i przebiega w przybliżeniu ze wschodu na zachód, łącząc ulicę Jana Matejki z placem Szarych Szeregów. Jest to ważna śródmiejska ulica z kamienicami ujętymi w gminnej ewidencji zabytków oraz w rejestrze zabytków. Na całej długości stanowi część drogi wojewódzkiej nr 115.

## Historia

### Przed II wojną światową

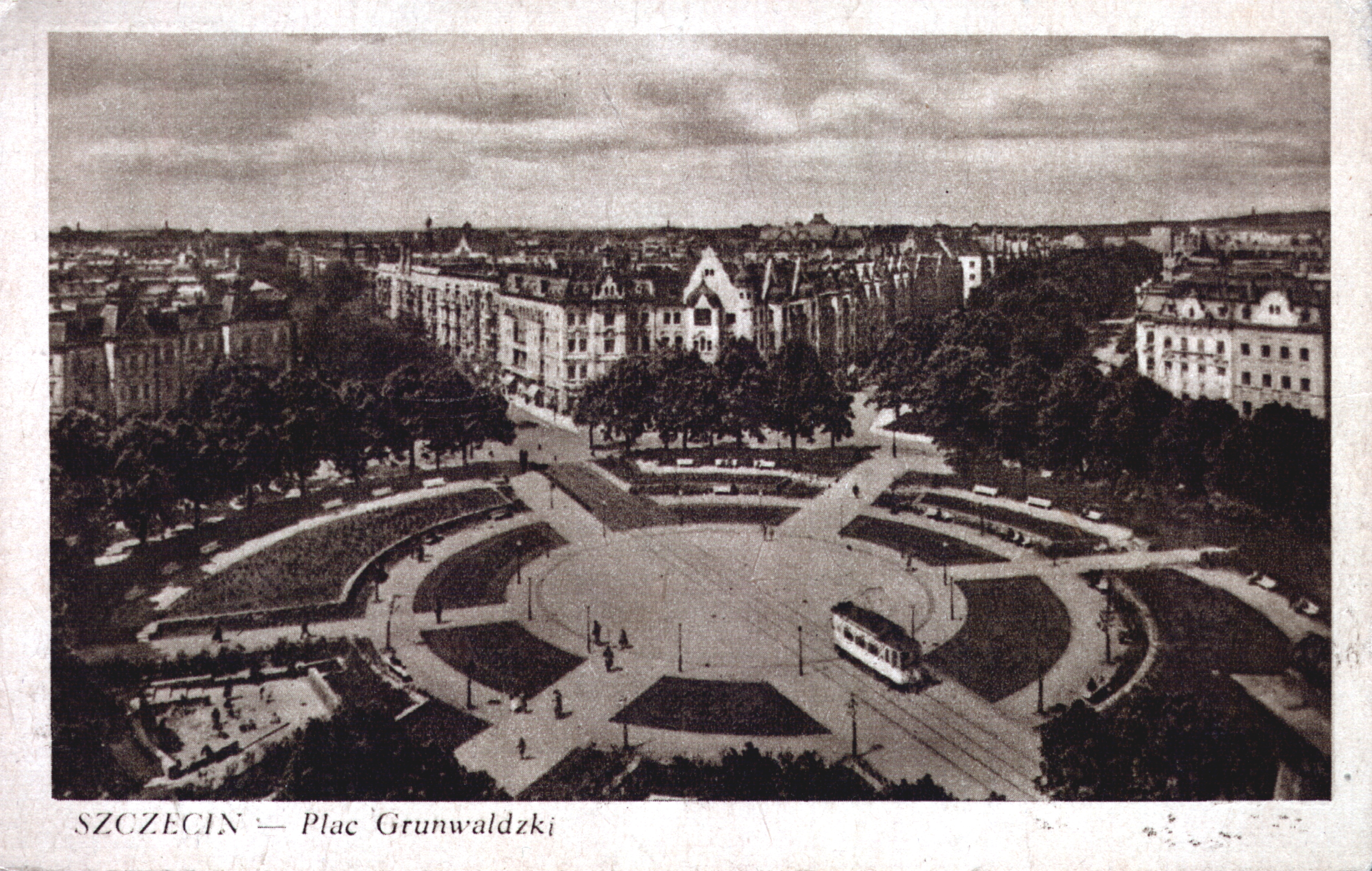
Kaiser-Wilhelm-Platz w osi Friedrich-Karl-Straße

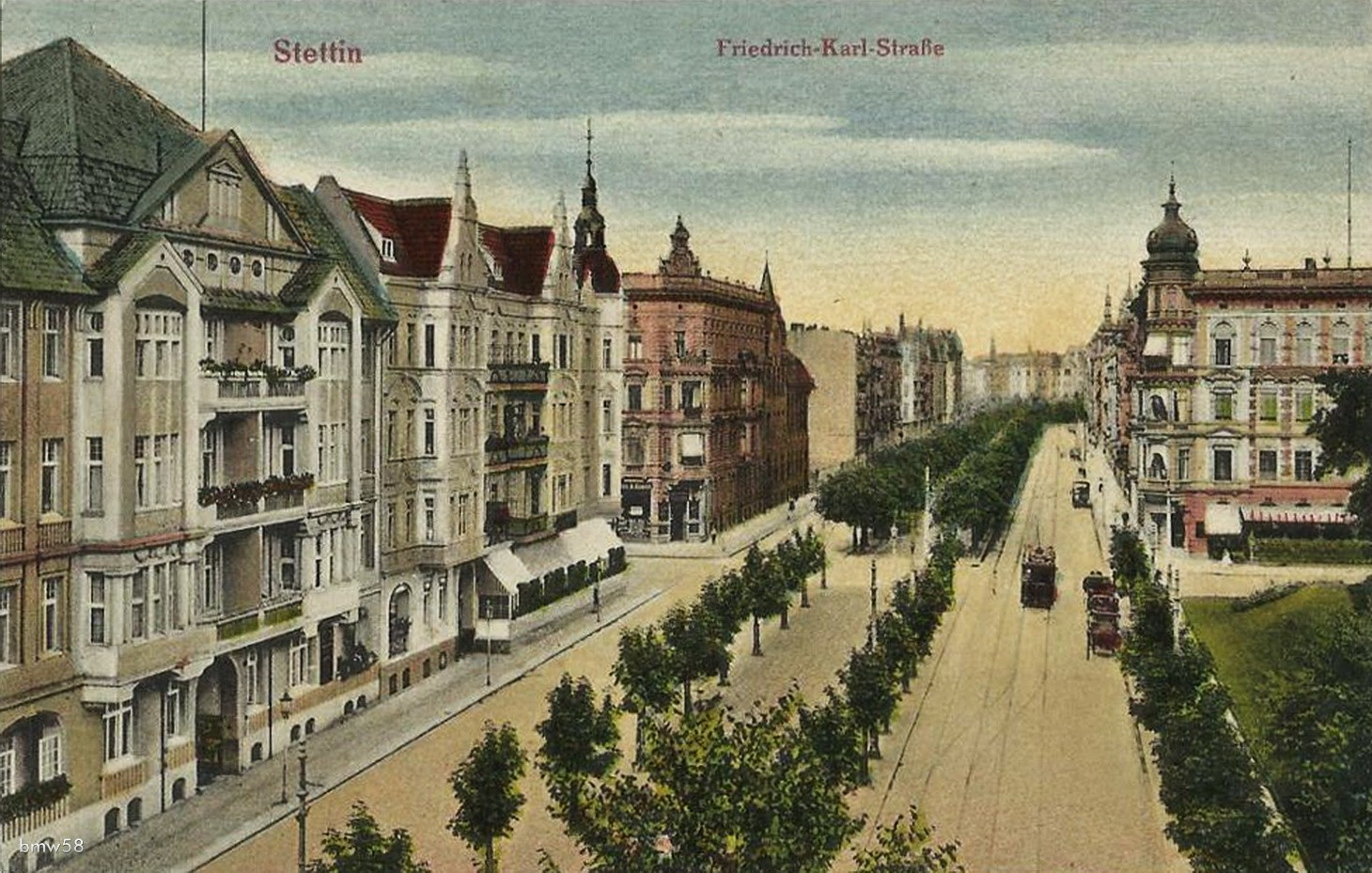
Friedrich-Karl-Straße widziana ze Schmuckplatzu (teren dzisiejszego placu Rodła)

W 1864 szczeciński urbanista James Hobrecht sporządził projekt zabudowy terenów powstałych po wyburzeniu fortu Wilhelma, który stał w pobliżu dzisiejszego placu Grunwaldzkiego. Hobrecht zaplanował stworzenie wielobocznych placów z promieniście rozchodzącymi się ulicami, z których dwie główne (nr 30 i nr 54) przecinałyby się na kwadratowym Kaiser-Wilhelm-Platz.
W 1877 ulicy nr 54 nadano miano Friedrich-Karl-Straße na cześć Friedricha Karla von Preußen, pruskiego księcia i feldmarszałka. Jednocześnie zdefiniowano jej ostateczną szerokość i skorygowano przebieg. Zrezygnowano ze zwykłego skrzyżowania w ciągu odcinka między Kaiser-Wilhelm-Platz i Arndt-Platz na rzecz kolejnego placu gwiaździstego (Friedrich-Karl-Platz). W latach 90. XIX w. parcele położone wzdłuż ulicy zabudowano wielokondygnacyjnymi, eklektycznymi kamienicami. Przykładem powstałego w tym czasie budynku jest kamienica nr 7 z 1897 projektu Georga Sommenstuhla.
W latach 1905–1906 na parceli nr 40 wzniesiono budynek dla Dr. Gesenius Höhere Töchterschule. Około 20 lat później został on jednak rozebrany, a na jego miejscu w latach 1927–1928 postawiono modernistyczny gmach nr 40, w którym siedzibę znalazła szkoła Gesenius-Wegener-Oberlyzeum (powstała w 1915 z połączenia Dr. Gesenius Höhere Töchterschule z Dr. Wegener-Lyzeum).
W latach 1928–1935 w kamienicy nr 9 funkcjonował konsulat RP w Szczecinie.

### Lata 1939–1989

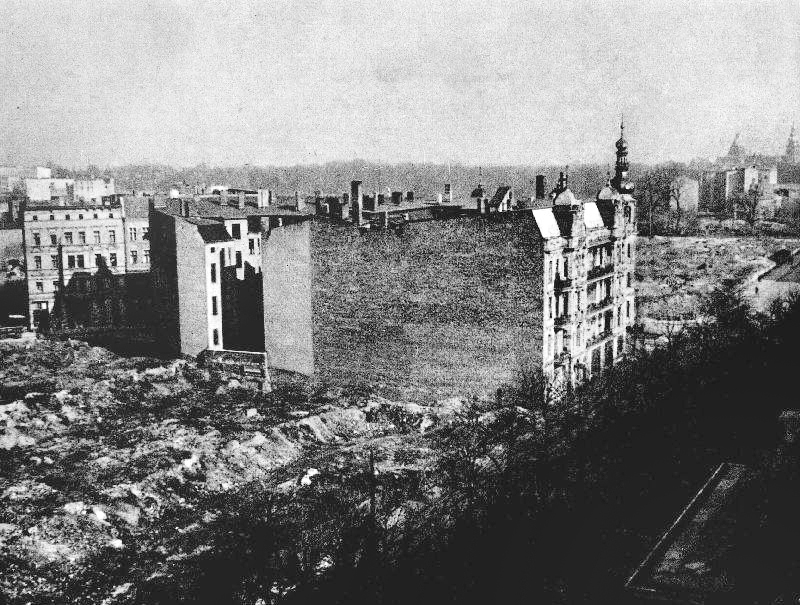
Aleja Pomorska po odgruzowaniu. Na pierwszym planie kamienica nr 7

W wyniku bombardowań Szczecina w czasie II wojny światowej największych zniszczeń doznał odcinek między dzisiejszym placem Grunwaldzkim a aleją Wyzwolenia. W nalocie w nocy z 20 na 21 kwietnia 1943 uszkodzono kamienicę na rogu z ulicą Wielkopolską i dzisiejszym placem Szarych Szeregów (współczesny adres ul. Wielkopolska 20).
W 1945 Friedrich-Karl-Straße przemianowano na aleję Pomorską. W 1947 zmieniono nazwę ulicy na Mariana Buczka.
W budynku dawnego Gesenius-Wegener-Oberlyzeum umieszczono Ubezpieczalnię Społeczną (później Zespół Wojewódzkich Przychodni Specjalistycznych). Pod koniec lat 40. XX w. w kamienicy nr 7 mieściła się Zachodnia Agencja Prasowa, pod nr 20 Powiatowe Biuro Rolne Delegatury Izby Rolnictwa na Okręg Pomorze Zachodnie, pod nr 23 Okręgowy Inspektorat Ochrony Skarbowej i Brygada Ochrony Skarbowej, a pod nr 29 Polska Partia Robotnicza.

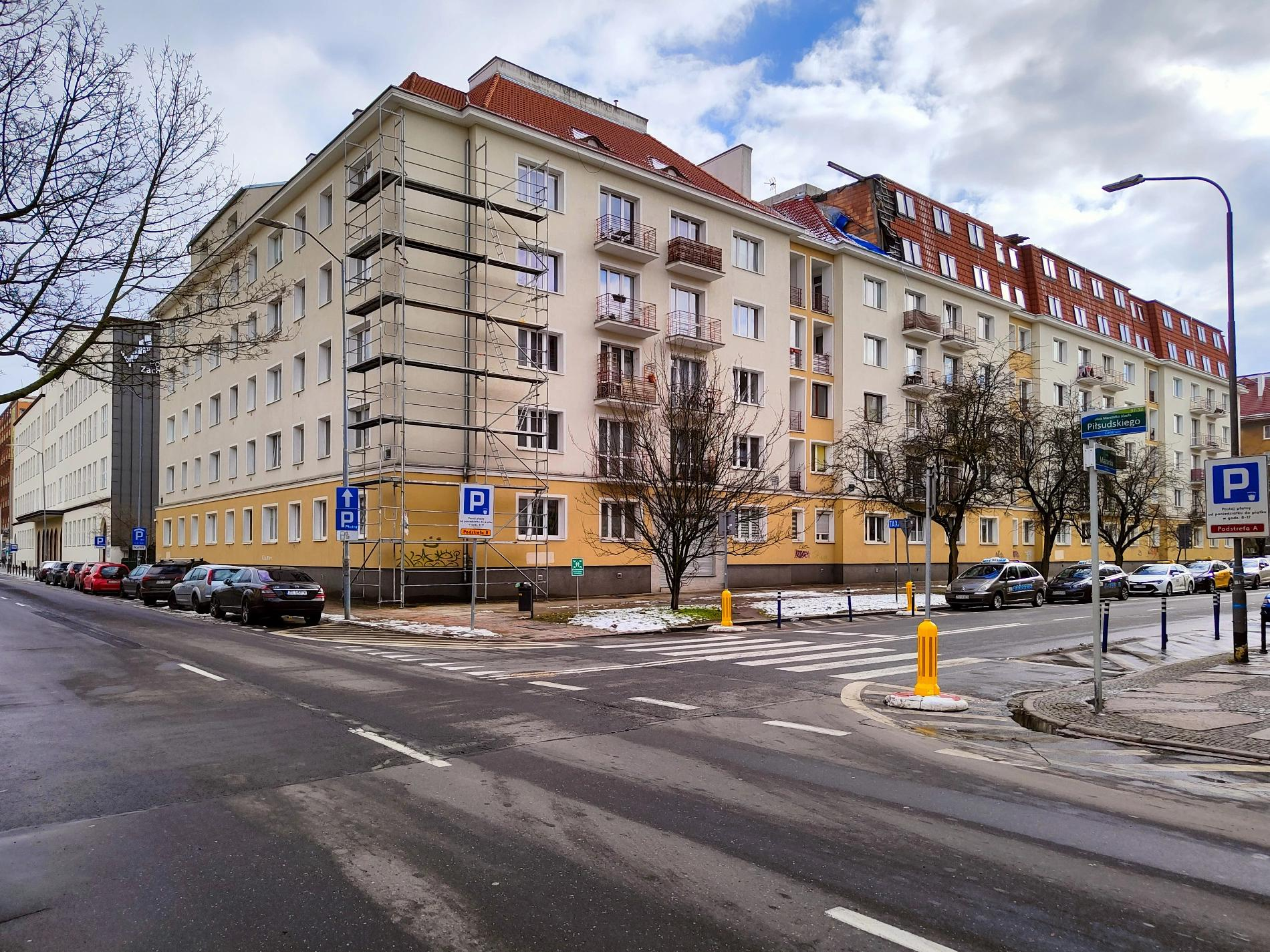
Blok Śródmiejskiej Dzielnicy Mieszkaniowej na narożniku z ulicą Mazurską

Pierwszy powojenny budynek przy ulicy Buczka, blok Śródmiejskiej Dzielnicy Mieszkaniowej, wzniesiono w latach 1956–1957 na narożniku z ulicą Mazurską. Kolejny, zaprojektowany przez Henryka Nardego i oznaczony jako C-3, zbudowano w latach 1958–1959 przy narożniku z ulicą Jaromira (dziś aleja Wyzwolenia). W latach 1963–1965 na narożniku z ulicą Świerczewskiego (dziś Rayskiego) przy placu Grunwaldzkim, powstał jeden z dwóch pierwszych szczecińskich punktowców, zaprojektowany przez Tadeusza Ostrowskiego. W latach 1967–1972 przy narożniku z ulicą Jaromira (obecnie przy południowo-wschodnim narożniku placu Rodła) wybudowano blok-galeriowiec „Mozaika” projektu R. Fydy-Karwowskiej.
Na przełomie lat 70. i 80. XX wieku dokonano przebudowy układu komunikacyjnego, która objęła przebicie ulicy Mariana Buczka od ulicy Roosevelta do ulicy Matejki oraz budowę placu Rodła w miejscu dawnego trójkątnego zadrzewionego skrzyżowania ulic Buczka/Jaromira/Roosevelta. W 1972 przebudowano torowisko tramwajowe na ulicy Buczka. Zlikwidowano tory biegnące jezdnią północną i ułożono nowe na miejscu promenady między jezdnią północną a południową.

### Po roku 1989

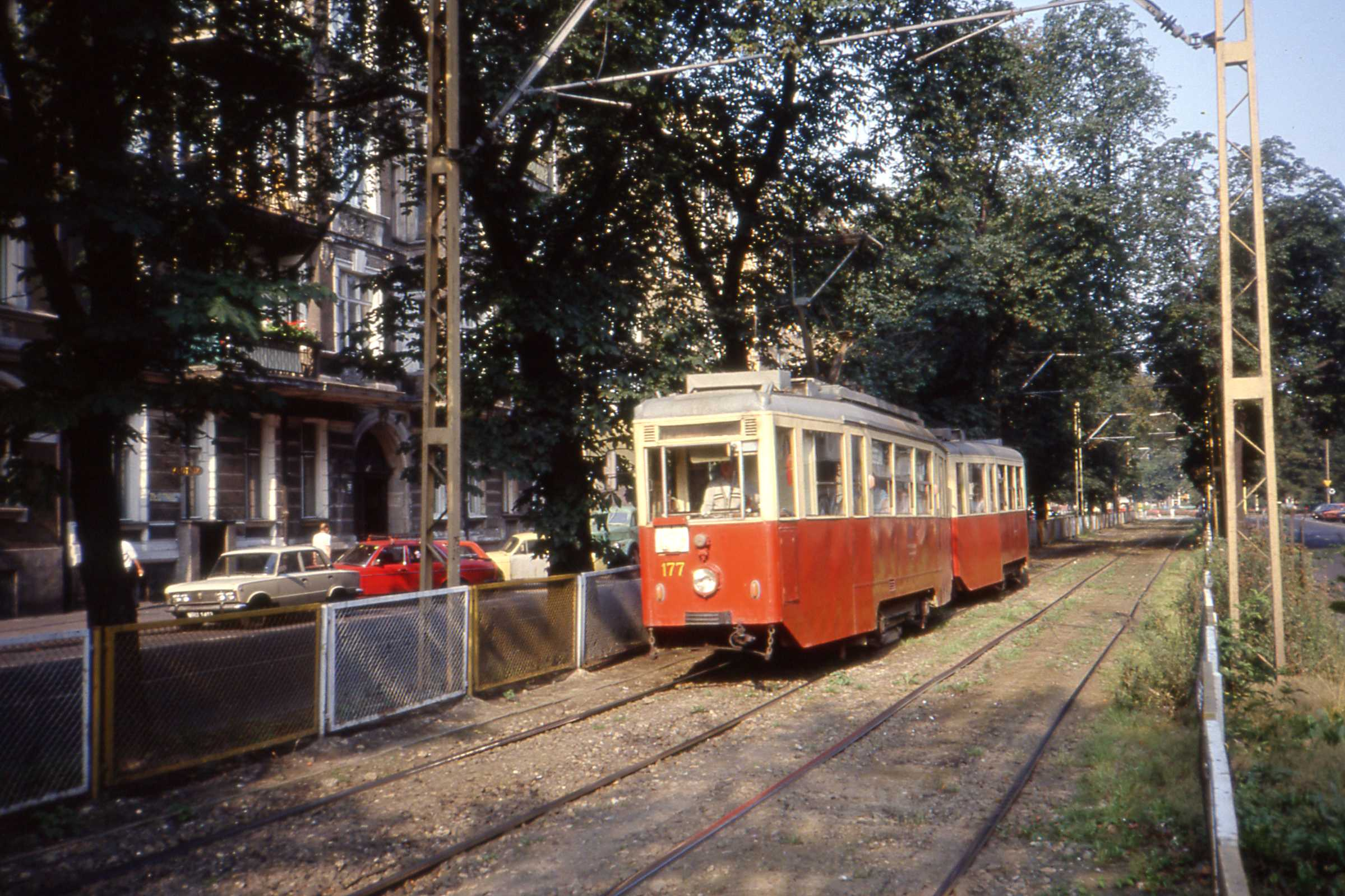
Aleja Mariana Buczka między placem Grunwaldzkim a placem Odrodzenia w 1990 r.

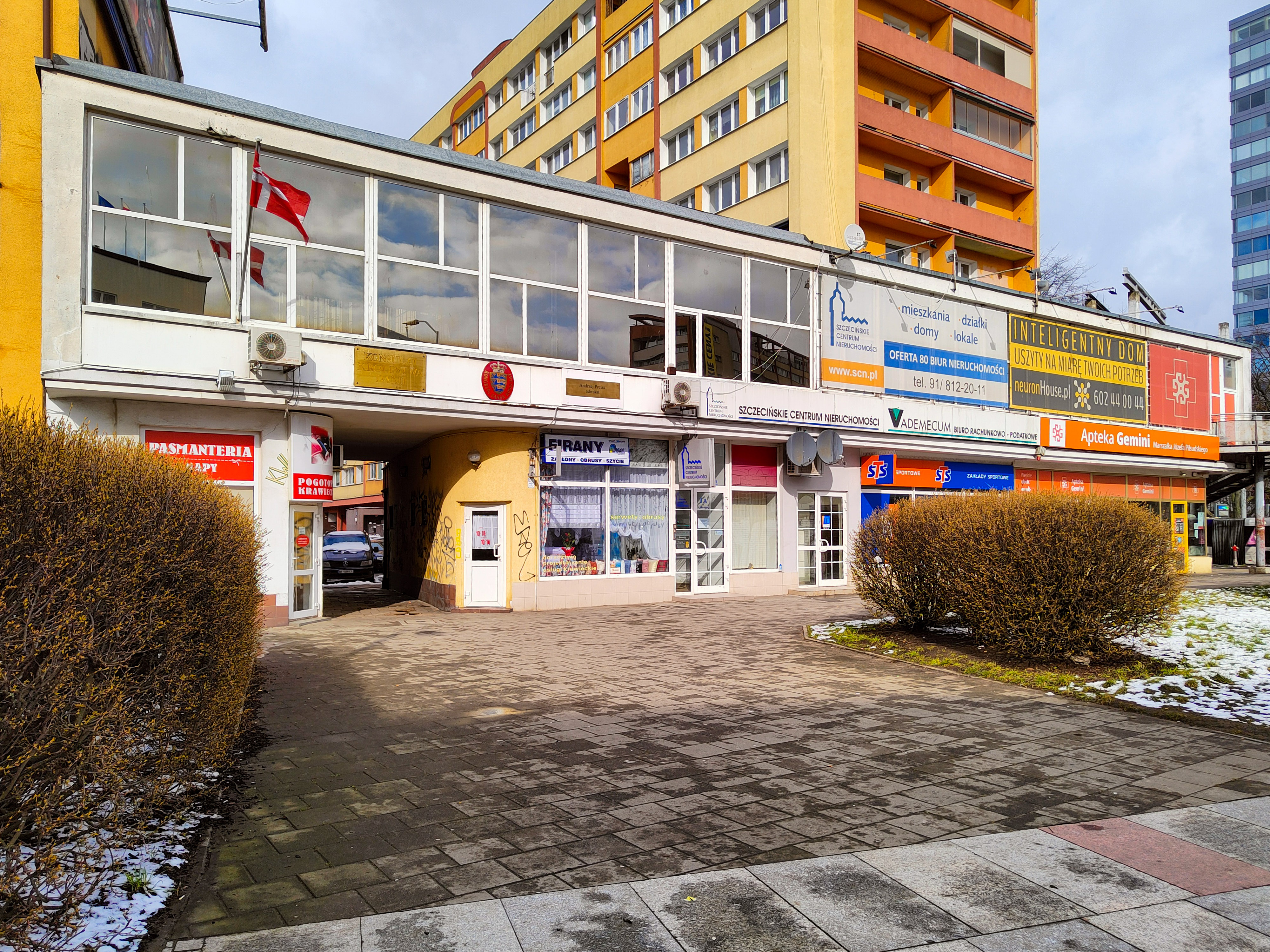
Konsulat Królestwa Danii

12 grudnia 1990 przy pl. Rodła, na narożniku alei Wyzwolenia i ulicy Buczka, wmurowano kamień węgielny pod budowę wieżowca Pazim, zaprojektowanego przez Miroslava Genga i Ivo Majorunca,  oddany do użytku w listopadzie 1992. Na mocy Uchwały Rady Miasta Szczecin nr XIV/125/91 z 27 maja 1991 aleję Mariana Buczka przemianowano na ulicę Marszałka Józefa Piłsudskiego. Od 26 czerwca do 31 sierpnia 1992 siłami MZK Szczecin i przedsiębiorstwa Kapri wykonano modernizację torowisk tramwajowych na całej długości alei. Nieco dalej od Pazimu, przy skrzyżowaniu ulic Piłsudskiego i Matejki, wzniesiono biurowiec Pomeranus dla Zakładu Ubezpieczeń Społecznych.
15 stycznia 2020 przystąpiono do modernizacji infrastruktury tramwajowej na placu Szarych Szeregów. W ramach tej inwestycji wymieniono tory tramwajowe na ulicy Piłsudskiego od wspomnianego placu do placu Odrodzenia.
24 lipca 2021 rozpoczął się kolejny remont torowiska tramwajowego na odcinku od ulicy Matejki do ulicy Mazurskiej. W następnym roku ukończono modernizację i 27 czerwca 2022 przywrócono ruch tramwajowy.
W kwietniu 2022 do budynku nr 40, po kilkuletnim remoncie, wprowadził się Urząd Marszałkowski Województwa Zachodniopomorskiego. Wcześniej w budynku tym mieściła się przychodnia i do 2004 działało kino „Delfin”. W pawilonie nr 1 na narożniku z placem Rodła funkcjonuje Konsulat Królestwa Danii.

## Nazwy
| Lata obowiązywania | Nazwa                               |
| ------------------ | ----------------------------------- |
| 1877–1945          | Friedrich-Karl-Straße               |
| 1945–1947          | aleja Pomorska                      |
| 1947–1991          | ulica Mariana Buczka                |
| od 1991            | ulica Marszałka Józefa Piłsudskiego |

## Układ drogowy

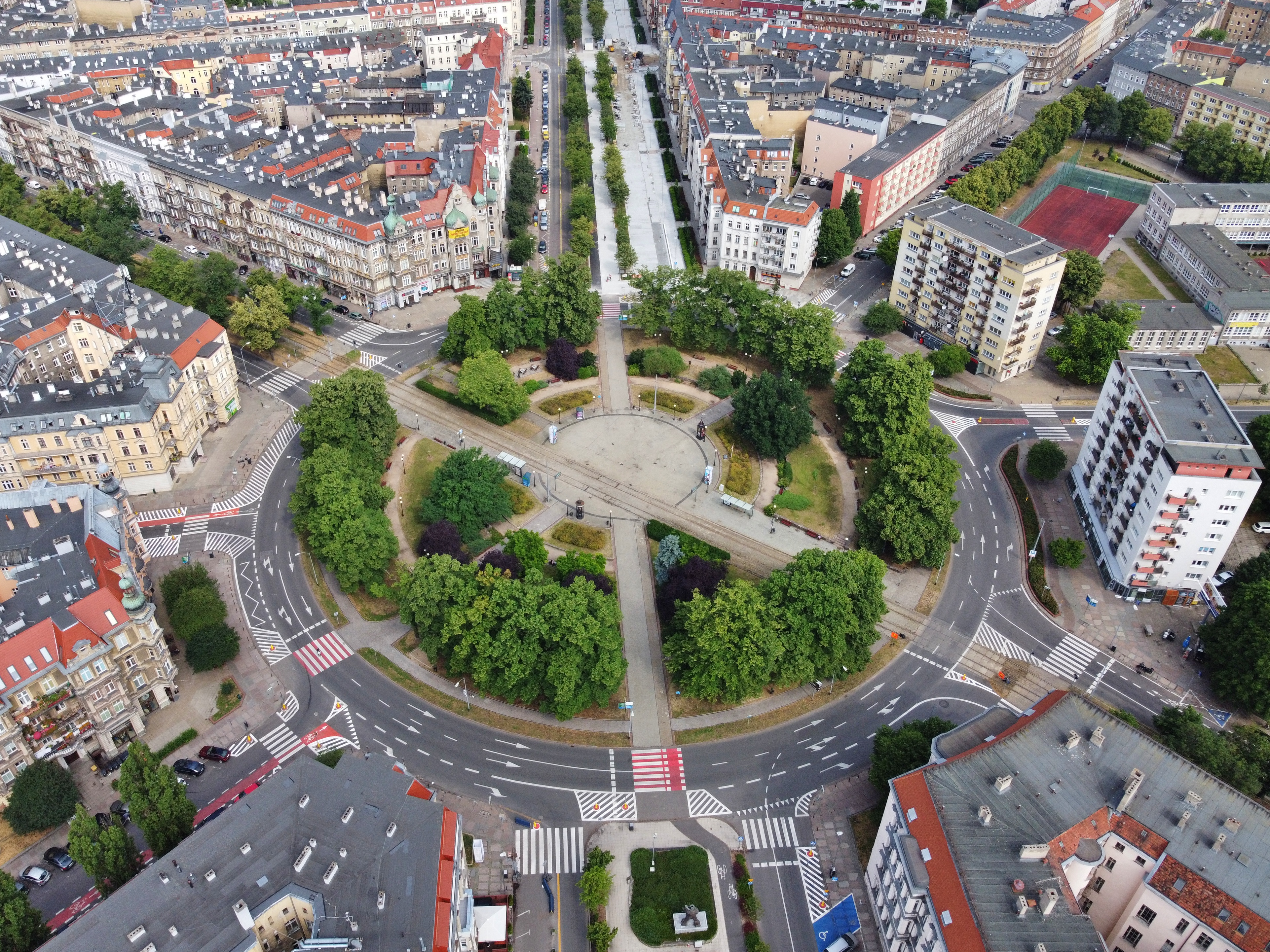
Plac Grunwaldzki

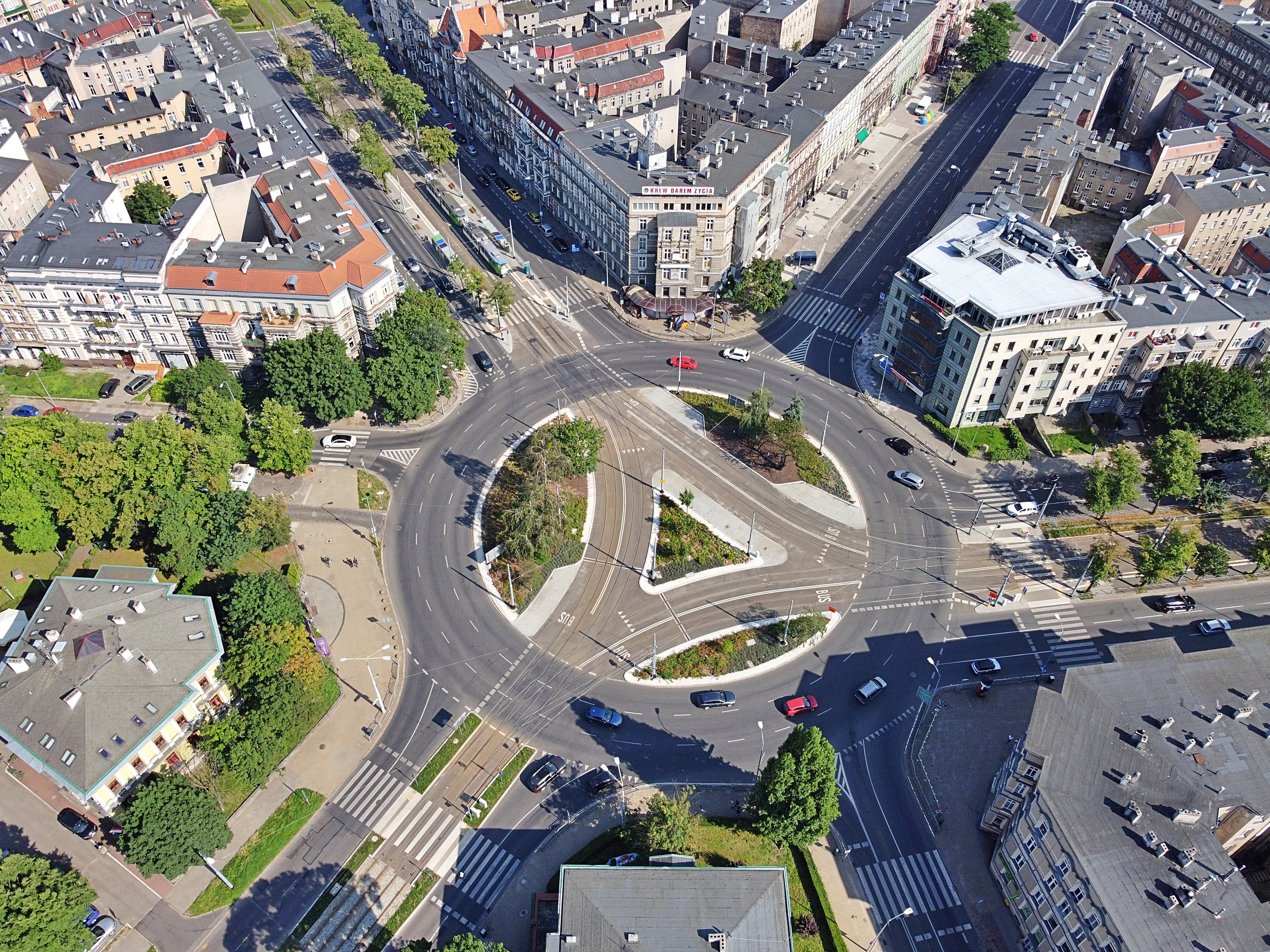
Plac Szarych Szeregów

Ulica łączy się z następującymi drogami publicznymi:
| Powiązanie                   | Droga                                                                                               |
| ---------------------------- | --------------------------------------------------------------------------------------------------- |
| skrzyżowanie, początek ulicy | ulica Jana Matejki                                                                                  |
| skrzyżowanie                 | plac Rodła - aleja Wyzwolenia                                                                       |
| skrzyżowanie                 | ulica Mazurska                                                                                      |
| skrzyżowanie                 | plac Grunwaldzki - aleja Jana Pawła II - ulica Śląska - ulica Rayskiego                             |
| skrzyżowanie                 | plac Odrodzenia - ulica Mazurska - ulica Monte Cassino                                              |
| skrzyżowanie, koniec ulicy   | plac Szarych Szeregów - ulica Wielkopolska - aleja Wojska Polskiego - ulica 5 Lipca - aleja Piastów |

Ulica położona jest na działkach ewidencyjnych o łącznej powierzchni 43 223 m², a łączna długość dróg przypisanych do ulicy wynosi 775 m.
| Droga                                               | Długość | Działka | Powierzchnia |
| --------------------------------------------------- | ------- | ------- | ------------ |
| droga wojewódzka od ul. Matejki do pl. Rodła        | 103,7 m | 8/13    | 6384 m²      |
| droga wojewódzka od pl. Rodła do pl. Grunwaldzkiego | 344,7 m | 9/2     | 12 582 m²    |
| droga od pl. Grunwaldzkiego do pl. Odrodzenia       | 184,6 m | 23      | 7380 m²      |
| droga od pl. Odrodzenia do pl. Szarych Szeregów     | 142 m   | 14      | 5678 m²      |
|                                                     | 775 m   | razem   | 43 223 m²    |

## Transport publiczny

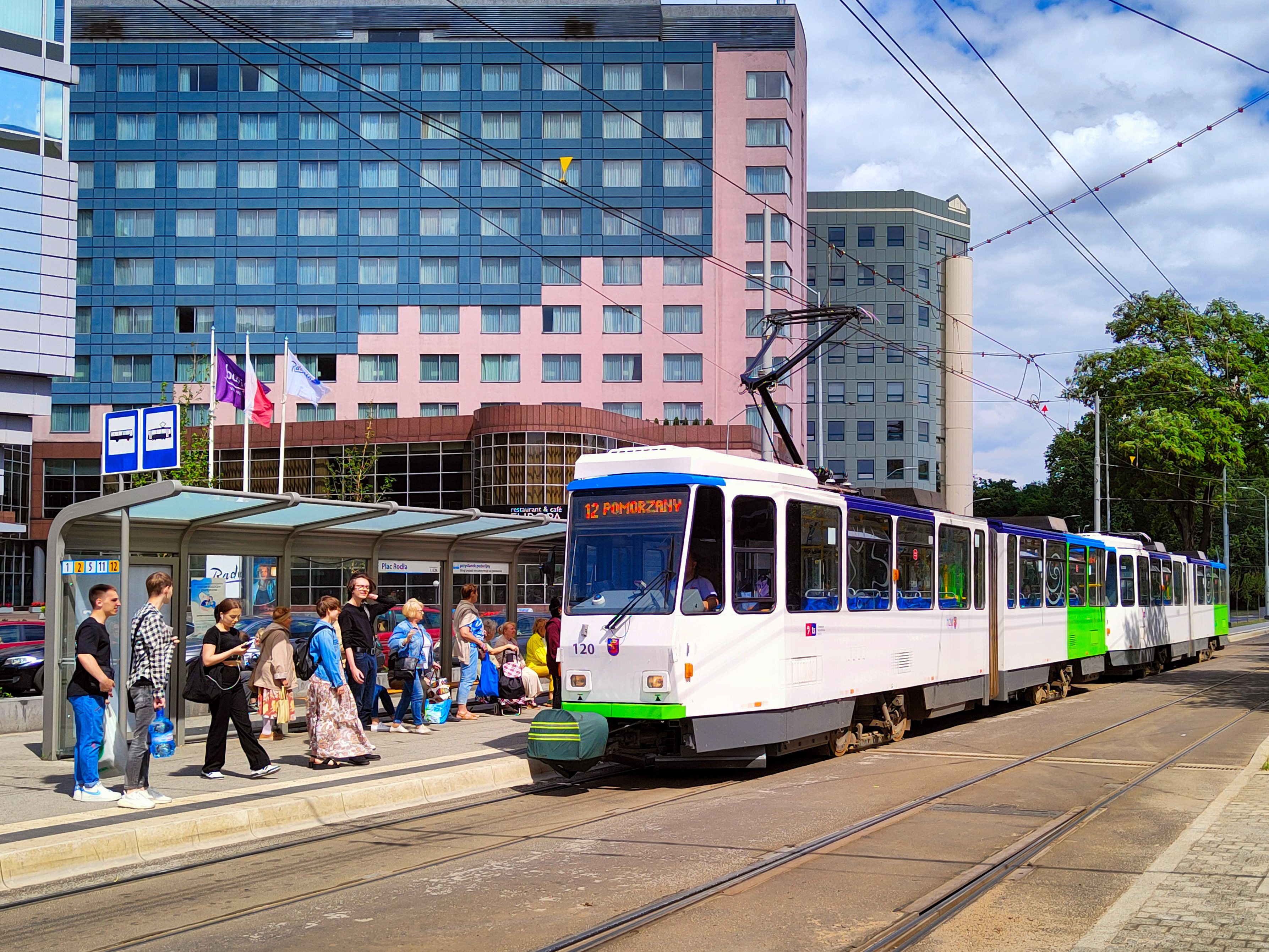
Tramwaje linii nr 12 na przystanku Plac Rodła w ciągu ulicy Piłsudskiego

Według stanu z 6 września 2023 r., ulicą Piłsudskiego kursują następujące linie tramwajowe i autobusowe:
- 1 (na całej długości ulicy; trasa stała),
- 7 (na całej długości ulicy; trasa tymczasowa),
- 11 (na całej długości ulicy; trasa stała),
- 12 (od placu Rodła do placu Szarych Szeregów; trasa stała),
- 68 (od placu Rodła do ulicy Matejki; trasa stała),
- 70 (od placu Rodła do placu Grunwaldzkiego; trasa stała),
- 86 (od ulicy Mazurskiej do placu Rodła; trasa stała),
- 90 (od placu Rodła do placu Grunwaldzkiego; trasa stała),
- 107 (od placu Rodła do ulicy Matejki; trasa stała),
- 523 (od placu Rodła do placu Szarych Szeregów; trasa stała),
- 524 (od placu Rodła do placu Szarych Szeregów; trasa stała),
- 531 (od placu Rodła do placu Szarych Szeregów; trasa stała).

## Zabudowa i zagospodarowanie

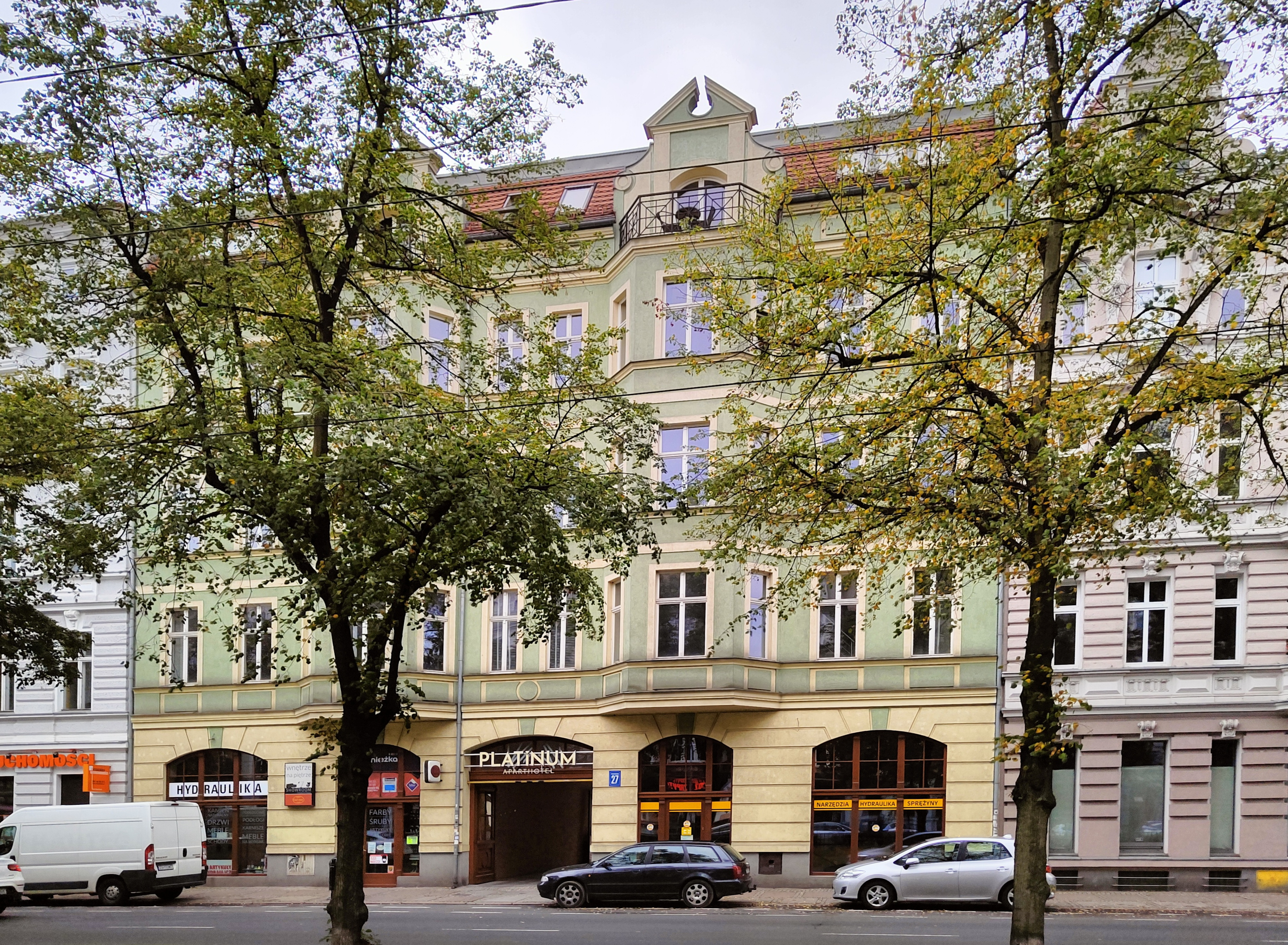
Kamienica nr 27 – retrowersja przedwojennego budynku zniszczonego w II wojnie światowej

Początkowy odcinek ulicy, od ulicy Matejki do ulicy Roosevelta, wytyczono w 1978 w czasie przebudowy układu komunikacyjnego we wschodniej części dzisiejszego osiedla Centrum. Przy tym odcinku po stronie południowej brak jest zabudowy pierzejowej – zastępują ją ściany szczytowe położonych przy ulicy Matejki i Roosevelta budynków Powszechnego Zakładu Ubezpieczeń i Izby Administracji Skarbowej. Stronę północną zajmuje biurowiec Pomeranus wybudowany dla Zakładu Ubezpieczeń Społecznych oraz Hotel Radisson Blu. Przy odcinku ulicy między ulicą Roosevelta a placem Rodła znajduje się po stronie południowej blok-galeriowiec „Mozaika”, a po północnej biurowiec Pazim. Na odcinku od placu Rodła do ulicy Mazurskiej zabudowa ulicy niemal w całości składa się z obiektów powojennych. Wyjątek stanowi gmach przedwojennego liceum pod nr 40, obecnie siedziba Urzędu Marszałkowskiego. Między ulicą Mazurską a placem Grunwaldzkim zachowały się cztery kamienice z końca XIX wieku: trzy w pierzei południowej i jedna w pierzei północnej. Pierzeję południową uzupełniono po wojnie blokiem ze spadzistym dachem, północną zaś blokiem z płaskim dachem i punktowcem przy narożniku z placem Grunwaldzkim. Na odcinku od placu Grunwaldzkiego do placu Szarych Szeregów zwarta XIX-wieczna zabudowa kamieniczna występuje po obu stronach ulicy. Wartym uwagi jest budynek nr 27 w pierzei południowej, który powstał w latach 2007–2010 według projektu Barbary Garncarz jako retrowersja kamienicy zburzonej w czasie wojny.

## Ochrona i zabytki
Przy ulicy i w najbliższym sąsiedztwie znajdują się następujące zabytki:
| Obiekt, położenie                                                          | Opis, forma ochrony                             | Fotografia      |
| strona północna                                                            | strona północna                                 | strona północna |
| -------------------------------------------------------------------------- | ----------------------------------------------- | --------------- |
| kamienica ulica Piłsudskiego 7                                             | rejestr zabytków nr rej. 921 z 13 sierpnia 2013 |                 |
| kamienica ulica Piłsudskiego 13                                            | gminna ewidencja zabytków                       |                 |
| kamienica ulica Piłsudskiego 14                                            | gminna ewidencja zabytków                       |                 |
| kamienica ulica Piłsudskiego 15                                            | gminna ewidencja zabytków                       |                 |
| kamienica ulica Piłsudskiego 16                                            | gminna ewidencja zabytków                       |                 |
| kamienica ulica Piłsudskiego 17                                            | gminna ewidencja zabytków                       |                 |
| kamienica ulica Piłsudskiego 18                                            | gminna ewidencja zabytków                       |                 |
| kamienica ulica Piłsudskiego 19                                            | gminna ewidencja zabytków                       |                 |
| kamienica ulica Piłsudskiego 20                                            | gminna ewidencja zabytków                       |                 |
| kamienica ulica Piłsudskiego 21                                            | gminna ewidencja zabytków                       |                 |
| kamienica Dehna ulica Piłsudskiego 22                                      | gminna ewidencja zabytków                       |                 |
| strona południowa                                                          |                                                 |                 |
| kamienica ulica Piłsudskiego 23                                            | gminna ewidencja zabytków                       |                 |
| kamienica ulica Piłsudskiego 24                                            | gminna ewidencja zabytków                       |                 |
| kamienica ulica Piłsudskiego 24A                                           | gminna ewidencja zabytków                       |                 |
| kamienica ulica Piłsudskiego 24B                                           | gminna ewidencja zabytków                       |                 |
| kamienica ulica Piłsudskiego 24C                                           | gminna ewidencja zabytków                       |                 |
| kamienica ulica Piłsudskiego 25                                            | gminna ewidencja zabytków                       |                 |
| kamienica ulica Piłsudskiego 26                                            | gminna ewidencja zabytków                       |                 |
| kamienica ulica Piłsudskiego 28                                            | gminna ewidencja zabytków                       |                 |
| kamienica ulica Piłsudskiego 29                                            | gminna ewidencja zabytków                       |                 |
| kamienica ulica Piłsudskiego 30                                            | gminna ewidencja zabytków                       |                 |
| kamienica ulica Piłsudskiego 31                                            | gminna ewidencja zabytków                       |                 |
| kamienica ulica Piłsudskiego 36                                            | gminna ewidencja zabytków                       |                 |
| kamienica ulica Piłsudskiego 37                                            | gminna ewidencja zabytków                       |                 |
| Urząd Marszałkowski Województwa Zachodniopomorskiego ulica Piłsudskiego 40 | gminna ewidencja zabytków                       |                 |

### Kamienica nr 37
Kamienica wybudowana zgodnie z projektem architektów Eugena Wechselmanna i Wilhelma O. Zimmermanna. Jest to budynek czterokondygnacyjny z narożnikowym wykuszem zwieńczonym ośmioboczną kopułą. Elewacje boczne zróżnicowano zwieńczonymi schodkowymi gzymsami wykuszami, między którymi znajdują się balkony. Jedno z mieszkań na trzecim piętrze zajmowane było w latach 1905–1907 przez Erwina Ackerknechta – niemieckiego historyka literatury, prof. dr filozofii, pisarza, bibliotekarza, nauczyciela.